# اتوبان کودک

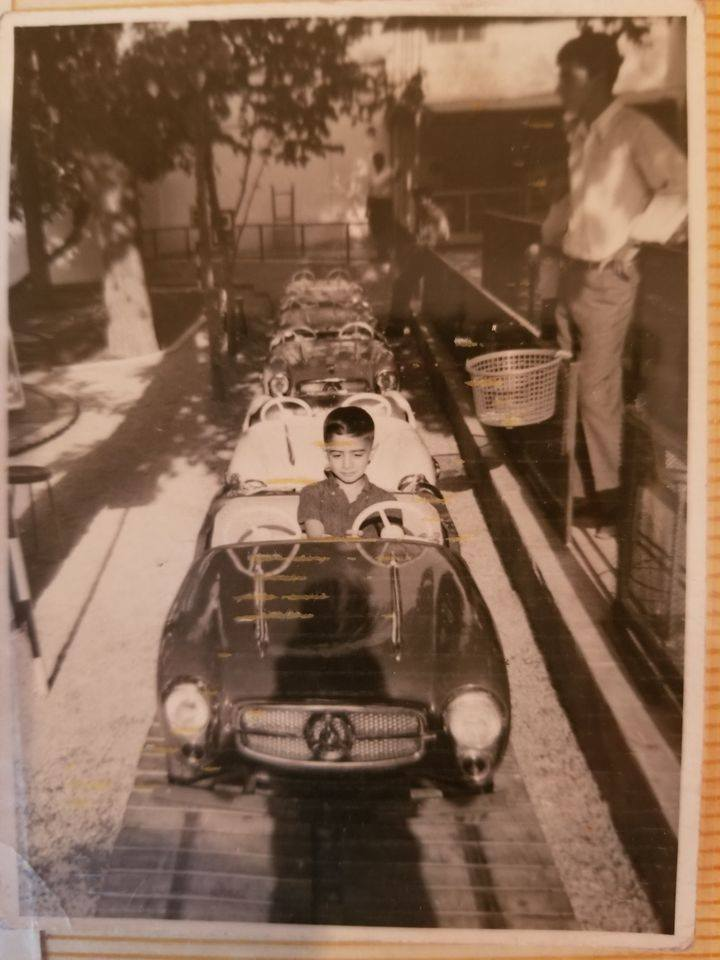
یکی از وسایل بازی اتوبان کودک

اتوبان کودک نام نخستین شهربازی شهر تهران در محله امیریه بود که در حال حاضر به شکل زمین متروکه رها شده‌است. اطلاعات دقیقی از سال افتتاح این شهربازی در دستری نیست. طبق منابع موجود در آن سالها در حاشیه خیابان در حوالی باغ قدیم امیریه باغ نایب‌السلطنه ناصرالدین‌شاه بود که بعد از مرگش به شهرداری داده شده٫ و نهایتاً تبدیل به این شهربازی شده.

## وسایل بازی[۲]
1. ماشین برقی ریلی دو نفره
2. قطار سه چهار واگنه که مسیر آن دور تا دور محدوده اتوبان بود
3. چرخ و فلک با چند کابین دو نفره
4. چند قایق کوچک در حوض وسط
5. کیوسک فروش پاپ کورن
6. یک کشتی